# Семенов Олександр Сергійович
Олександр Сергійович Семенов (16 травня 1960, Свердловськ, СРСР) — радянський і російський хокеїст, воротар.

## Біографічні відомості
Вихованець свердловської команди «Юність». Займався хокеєм під керівництвом тренерів Леоніда Грязнова і Юрія Горбунова. Одинадцять сезонів захищав ворота «Автомобіліста». У чемпіонті СРСР, Міжнаціональній хокейній лізі і чемпіонаті Росії провів за головний єкатеринбурзький клуб 249 матчів. 12 жовтня 1987 року провів найкращий матч у своїй кар'єрі. Вдома «Автомобіліст» здобув перемогу над московськими «армійцями». Єдину шайбу закинув нападник Олег Бойченко, а Олександру Семенову вдалося парирувати всі небезпечні кидки суперників, серед яких були Сергій Макаров, Ігор Ларіонов, Андрій Хомутов, В'ячеслав Биков і Валерій Каменський.
Військову службу проходив у харківському «Динамо». Замінив у команді Сергія Дроздова, який у попередньому сезоні перейшов до клубу вищої ліги. Сезон 1982/1983 харків'яни завершили на восьмій позиції у першій лізі, а наступного року — на четвертій. Його партнерами в українському клубі були Олександр Орленко, Ігор Магідов і Андрій Карпін.
Також виступав за «Луч» (Свердловськ), «Салават Юлаєв» (Уфа), «Металург» (Магнітогорськ), «Кедр» (Новоуральськ) і СКА (Екатеринбург). Два сезони працював у тренерському штабі «Динамо-Енергії» (1997—1999). Генеральний менеджер команди з Молодіжної хокейної ліги «Авто» (Єкатеринбург) у 2013—2016 роках.

## Статистика
| Сезон               | Клуб                          | Ліга                | І   | ПГ  | КН   | ШХ |
| ------------------- | ----------------------------- | ------------------- | --- | --- | ---- | -- |
| 1977-78             | «Автомобіліст» (Свердловськ)  | СРСР                | 4   | 5   |      | 0  |
|                     | «Луч» (Свердловськ)           | СРСР-4              |     |     |      |    |
| 1978-79             | «Автомобіліст» (Свердловськ)  | СРСР                | 3   | 8   | 2.66 | 0  |
| 1979-80             | «Автомобіліст» (Свердловськ)  | СРСР                | 0   | 0   | 0    | 0  |
|                     | «Луч» (Свердловськ)           | СРСР-3              | 41  |     |      |    |
| 1980-81             | «Луч» (Свердловськ)           | СРСР-3              |     |     |      |    |
| 1981-82             | «Луч» (Свердловськ)           | СРСР-3              | 36  |     |      |    |
| 1982-83             | «Динамо» (Харків)             | СРСР-2              | 40  |     |      |    |
| 1983-84             | «Динамо» (Харків)             | СРСР-2              | 44  |     |      |    |
| 1984-85             | «Автомобіліст» (Свердловськ)  | СРСР                | 19  | 51  |      |    |
|                     | «Автомобіліст» (Свердловськ)  | перехідна           | 15  |     |      |    |
| 1985-86             | «Автомобіліст» (Свердловськ)  | СРСР-2              | 38  |     |      |    |
| 1986-87             | «Автомобіліст» (Свердловськ)  | СРСР                | 20  | 92  | 4.60 | 0  |
|                     | «Автомобіліст» (Свердловськ)  | перехідна           | 28  |     |      |    |
| 1987-88             | «Автомобіліст» (Свердловськ)  | СРСР                | 41  | 169 | 4.19 | 0  |
| 1988-89             | «Автомобіліст» (Свердловськ)  | СРСР                | 24  | 95  | 3.96 | 0  |
|                     | «Луч» (Свердловськ)           | СРСР-2              | 4   |     |      |    |
| 1989-90             | «Автомобіліст» (Свердловськ)  | СРСР                | 9   | 27  |      | 0  |
|                     | «Луч» (Свердловськ)           | СРСР-2              | 6   |     |      |    |
|                     | «Салават Юлаєв» (Уфа)         | СРСР-2              | 32  |     |      |    |
| 1990-91             | «Салават Юлаєв» (Уфа)         | СРСР-2              | 43  |     |      |    |
| 1991-92             | «Металург» (Магнітогорськ)    | СРСР-2              | 46  |     |      |    |
| Усього у вищій лізі | Усього у вищій лізі           | Усього у вищій лізі | 120 | 447 |      |    |
| 1992-93             | «Металург» (Магнітогорськ)    | МХЛ                 | 3   | 4   | 1.95 | 0  |
|                     | «Автомобіліст» (Єкатеринбург) | МХЛ                 | 10  | 31  | 4.05 | 0  |
| 1993-94             | «Кедр» (Новоуральськ)         | Росія-3             | 28  |     |      |    |
| 1994-95             | «Кедр» (Новоуральськ)         | Росія-2             | 0   | 0   | 0    | 0  |
| 1995-96             | «Автомобіліст» (Єкатеринбург) | МХЛ                 | 9   | 17  | 4.43 | 0  |
|                     | СКА (Єкатеринбург)            | Росія-2             | 2   |     |      |    |
| 1996-97             | «Спартак» (Єкатеринбург)      | Росія               | 12  |     |      |    |
|                     | «Спартак» (Єкатеринбург)      | перехідна           | 17  |     |      |    |
|                     | СКА (Єкатеринбург)            | Росія-3             | 2   |     |      |    |